# یوزف هریبان
یوزف هریبان (انگلیسی: Jozef Heriban; ۹ ژوئیهٔ ۱۹۵۳ – ) نویسنده، فیلم‌نامه‌نویس و کارگردان اهل کشور اسلواکی است. او وقت خود را صرف ادبیات و فیلم می‌کند. او رئیس سابق مرکز PEN اسلواکی، نایب رئیس هیئت مدیره صندوق سمعی و بصری اسلواکی و عضو آکادمی فیلم و تلویزیون اسلواکی است. او با مجری معروف تلویزیونی و مدیر سابق مؤسسه اسلواکی در وین آلنا هریبانووا ازدواج کرد و دو دختر دارد.